# Mami Wata (film)
Pour les articles homonymes, voir Mami Wata.
Pour plus de détails, voir Fiche technique et Distribution.
Mami Wata est un film dramatique et de fantasy nigérian écrit et réalisé par C. J. 'Fiery' Obasi et sorti en 2023.

## Fiche technique
- Titre original : Mami Wata
- Réalisation : C.J. 'Fiery' Obasi
- Scénario : C.J. 'Fiery' Obasi
- Photographie : Lílis Soares
- Montage : Nathan Delannoy
- Musique : Tunde Jegede
- Pays de production : Nigeria, France
- Langue originale : fon, anglais
- Format : noir et blanc
- Genre : drame
- Durée : 107 minutes
- Dates de sortie :
  - États-Unis : 23 janvier 2023 (Sundance Film Festival)
  - Suisse : 4 juillet 2023 (Festival international du film fantastique de Neuchâtel)

## Distribution
- Evelyne Ily Juhen : Prisca
- Uzoamaka Aniunoh : Zinwe
- Emeka Amakeze : Jasper
- Rita Edochie : Mama Efe
- Kelechi Udegbe : Jabi
- Tough Bone : Ero
- Tim Ebuka : Moussa
- Sofiath Sanni : Alima
- David Avincin Oparaeke : Ajah
- Hidaya Ibrahim : Oli
- Clinton Ovunda : Barman
- Monalisa Stephen : Binti

## Récompenses et distinctions
- (en) Mami Wata: Awards, sur l'Internet Movie Database